# Temporada de tifones del Pacífico de 2005
La temporada de tifones del Pacífico de 2005 fue la temporada menos activa desde la temporada 2000, con solo veintitrés tormentas tropicales, trece tifones y cuatro súper tifones. Fue un evento en el cual ciclones tropicales se formaron en el océano Pacífico noroccidental. La temporada estuvo activa durante este 2005, con mayor incidencia entre mayo y noviembre. El enfoque de este artículo está limitado para el océano Pacífico al norte del ecuador entre el meridiano 100° este y el meridiano 180°. La primera tormenta nombrada de la temporada, Kulap, se desarrolló el 15 de enero, mientras que la última tormenta nombrada de la temporada, Bolaven, se disipó el 20 de noviembre.
Dentro del océano Pacífico noroccidental, hay dos agencias quienes de forma separada asignan nombres a los ciclones tropicales de los cuales resultan en un ciclón con dos nombres. La Agencia Meteorológica de Japón nombra un ciclón tropical en el que se basarían en la velocidad de vientos sostenidos en 10 minutos de al menos 65 km/h, en cualquier área de la cuenca. Mientras que el Servicio de Administración Atmosférica, Geofísica y Astronómica de Filipinas (PAGASA) asigna nombres a los ciclones tropicales los cuales se mueven dentro o forma de una depresión tropical en el área de responsabilidad localizados entre 135° E y 115° E y también entre 5°-25° N, sí el ciclón haya tenido un nombre asignado por la Agencia Meteorológica de Japón. Las depresiones tropicales, que son monitoreadas por el Centro Conjunto de Advertencia de Tifones de Estados Unidos, son numerados agregándoles el sufijo "W".

## Pronósticos
| TSR Pronósticos      | Tormentas tropicales | Tifones totales     | CTs Intensas         | ECA                  | Ref.  |
| -------------------- | -------------------- | ------------------- | -------------------- | -------------------- | ----- |
| Promedio (1965–2004) | 26.8                 | 16.9                | 8.6                  | 305                  | [ 2 ] |
| 14 de marzo de 2005  | 25.9                 | 16.1                | 9.8                  | 340                  | [ 3 ] |
| 5 de mayo de 2005    | 27.6                 | 17.5                | 8.9                  | 314                  | [ 2 ] |
| 7 de junio de 2005   | 27.6                 | 17.5                | 9.4                  | 328                  | [ 4 ] |
| 7 de julio de 2005   | 27.6                 | 17.5                | 9.5                  | 333                  | [ 5 ] |
| 5 de agosto de 2005  | 27.6                 | 17.5                | 9.4                  | 328                  | [ 6 ] |
| Otros pronósticos    | Pronóstico central   | Periodo             | Periodo              | Ciclones             | Ref   |
| 27 de abril de 2005  | GCACIC               | Enero–diciembre     | Enero–diciembre      | 25 tropical cyclones | [ 6 ] |
| 24 de junio de 2005  | GCACIC               | Enero–diciembre     | Enero–diciembre      | 24 tropical cyclones | [ 6 ] |
| Temporada 2005       | Pronóstico central   | Ciclones tropicales | Tormentas tropicales | Tifones              | Ref.  |
| Actividad actual:    | JMA                  | 33                  | 23                   | 13                   |       |
| Actividad actual:    | JTWC                 | 25                  | 24                   | 18                   |       |
| Actividad actual:    | PAGASA               | 17                  | 14                   | 12                   |       |

Durante el año, varios servicios meteorológicos nacionales y agencias científicas pronostican cuántos ciclones tropicales, tormentas tropicales y tifones se formarán durante una temporada y / o cuántos ciclones tropicales afectarán a un país en particular. Estas agencias incluyeron el Consorcio de Riesgo de Tormentas Tropicales (TSR) del University College de Londres, PAGASA y la Oficina Meteorológica Central de Taiwán. Algunos de los pronósticos tomaron en consideración lo sucedido en temporadas anteriores y las condiciones de La Niña que se observaron durante el año anterior.

### Previsiones en la media temporada
El 14 de marzo, TSR publicó su pronóstico de rango extendido para la temporada 2005, en el que anticiparon que verían actividad tropical ligeramente por debajo del promedio. Ellos predijeron que habría un total de 25-26 tormentas tropicales y 16 tifones. El TSR, sin embargo, pronosticó que su número de tifones intensos iría ligeramente por encima del promedio, lo que trajo su predicción de 10 tifones intensos. Sus principales razones detrás de esto se deben a los vientos con fuerza alisio más débiles que ocurren en muchas partes de la cuenca, y habría una mayor vorticidad ciclónica en la parte noroeste del Pacífico.
El 27 de abril, el GCACIC hizo su primer pronóstico para la temporada, esperando el desarrollo de alrededor de 24 tormentas tropicales, en las cuales 15 de ellas se convertirían en tifones. Para el 5 de mayo, TSR publicó su primer pronóstico, aún prediciendo una temporada de tifones cercana al promedio. Alrededor de este tiempo, se pronosticaron 27-28 tormentas tropicales, 17-18 tifones y 9 tifones intensos, con el ligero aumento en el número de tormentas tropicales debido a un ligero aumento de temperaturas dentro de la región del Niño 3.75.
El segundo pronóstico de TSR se publicó el 7 de junio, y ahora predice una temporada ligeramente superior al promedio, con el único cambio en el número de ciclones pronosticado fue un ligero aumento de tifones intensos a 9.4. El GCACIC hizo su segundo y último pronóstico para la temporada el 24 de junio, aumentando ligeramente su número a 25 tormentas tropicales y 16 tifones. El TSR mantuvo sus predicciones después de su tercera actualización de pronóstico el 5 de julio. Se pronosticó que las temperaturas de la superficie del mar dentro del Pacífico serían más cálidas que las predichas en el pronóstico de mayo. El 5 de agosto, TSR publicó su cuarto y último pronóstico para la temporada, aún manteniéndose los mismos números junto con los mismos razonamientos.

## Resumen de la temporada

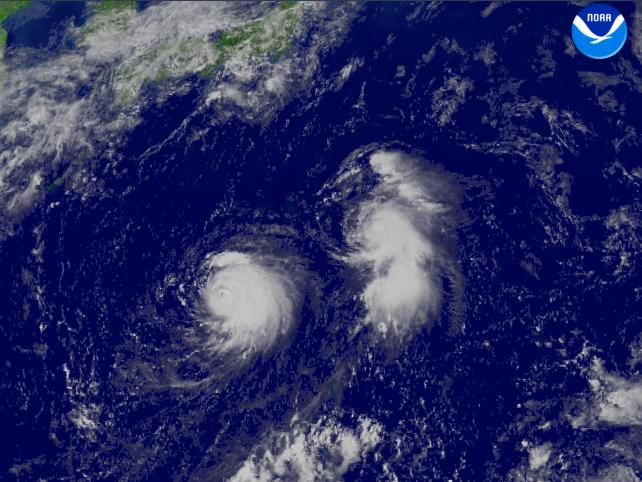
Vista de imagen del satélite, dos ciclones tropicales simultáneos activos el 22 de agosto de 2005; el súpertifón Mawar (izquierda) y la tormenta tropical Guchol

El índice de Energía Ciclónica Acumulada (ECA) para la temporada de tifines en el Pacífico de 2005, en total fue de 229.41 unidades . La Energía Ciclónica Acumulada es una medida de la potencia de una tormenta tropical o subtropical multiplicada por el tiempo que existió. Solo se calcula para avisos completos en sistemas tropicales y subtropicales específicos que alcanzan o superan las velocidades del viento de 39 mph (63 km/h).
La temporada de tifones en 2005 fue una temporada cercana al promedio, el número de tifones en el año fue de veintitrés, mucho menor que el promedio de veintisiete. El número de tifones que tocaron tierra en Japón fue de tres, que es casi el promedio (2,6). En general, este no es un año en el que el impacto de los tifones haya sido especialmente notable. La cantidad de tifones que pasaron cerca de Okinawa es de ochi, que es un poco más grande que el promedio de siete, y esto se debe a que este año hay algunos tifones que se mueven a través de las islas Sakishima hacia República de China o República Popular China. A continuación, se revisan los tifones importantes de este año.
Algunos tifones causaron grandes daños en muchos lugares, especialmente en China, donde ocho tifones azotaron el país. Primero, el tifón Haitang se convirtió en la tormenta más fuerte en la cuenca este año y causó alrededor de $1 mil millones en daños en Taiwán y China a mediados de julio. En agosto, el tifón Matsa tocó tierra en el este de China y provocó daños por valor de 2.200 millones de dólares. Más tarde ese mismo mes, dos poderosos tifones tocaron tierra, causando daños extremos y algunas víctimas. Al igual que en Haitang, el tifón Longwang tocó tierra en Taiwán y China con gran intensidad y causó daños. La temporada también marcó la primera vez que la temporada de huracanes en el Atlántico fue más activa que la temporada de tifones en el Pacífico (otros entre 2010 y 2020). Sin embargo, la temporada de huracanes en el Atlántico de 2005 presentó una actividad récord, mientras que la temporada de tifones del Pacífico presentó una actividad cercana al promedio.

## Ciclones tropicales

### Tormenta tropical severa Kulap
El 12 de enero de 2005, se desarrolló una perturbación tropical dentro de un área de ligera cizalladura vertical del viento. Esto permitió que se desarrollara una convección profunda sobre una amplia circulación de bajo nivel. Al día siguiente, el Centro Conjunto de Advertencia de Tifones (JTWC) emitió una Alerta de Formación de Ciclón Tropical (TCFA) mientras el sistema continuaba desarrollándose. Más tarde ese día, emitieron su primer aviso sobre la depresión tropical Uno-W mientras la tormenta estaba ubicada a unos 215 km (130 millas) al suroeste de Chuuk. Varias horas después, la Agencia Meteorológica de Japón (JMA) también designó al sistema como depresión tropical. A principios del 15 de enero, el Centro Conjunto de Advertencia de Tifones (JTWC) actualizó Uno-W a tormenta tropical cuando el sistema giró hacia el norte. El movimiento hacia el norte fue el resultado de que el sistema viajaba a lo largo del borde de una cresta de nivel bajo a medio ubicada al este. Aproximadamente 12 horas después, la Agencia Meteorológica de Japón (JMA) actualizó la depresión a tormenta tropical y le dio el nombre de Kulap; que fue aportado por Tailandia y es la palabra tailandesa para rosa.
Kulap se intensificó gradualmente durante los dos días siguientes, alcanzando su intensidad máxima con vientos de 95 km/h (60 mph) alrededor de las 18:00 UTC del 17 de enero, lo que la convirtió en una tormenta tropical severa según la Agencia Meteorológica de Japón (JMA). Sin embargo, al mismo tiempo que la Agencia Meteorológica de Japón (JMA) evaluó que Kulap había alcanzado su intensidad máxima, la Centro Conjunto de Advertencia de Tifones (JTWC) lo clasificó como un tifón mínimo con vientos de 120 km/h (75 mph). Poco después de alcanzar su máxima intensidad, la tormenta comenzó a experimentar una transición extratropical y a debilitarse. A última hora del 18 de enero, el Centro Conjunto de Advertencia de Tifones (JTWC) emitió su aviso final sobre Kulap a pesar de que la tormenta seguía siendo tropical. La Agencia Meteorológica de Japón (JMA) consideró que Kulap había sido una tormenta tropical hasta las primeras horas del día siguiente. La tormenta se disipó como un sistema extratropical débil alrededor de las 12:00 UTC del 19 de enero. 
Entre el 13 y el 14 de enero, la tormenta produjo fuertes lluvias sobre la isla de Chuuk. Más de 300 mm (12 pulgadas) de lluvia cayeron durante el lapso de dos días, de los cuales 166,6 mm (6,5 pulgadas) cayeron en 24 horas.

### Tormenta tropical severa Roke (Auring)
Una perturbación tropical se formó el 11 de marzo de 2005 cerca del ecuador. Se convirtió rápidamente en la depresión tropical Dos-W el 13 de marzo mientras se movía constantemente hacia el norte, luego hacia el oeste hacia Filipinas. Más tarde ese día, entró en aguas cálidas cuando se convirtió en tormenta tropical Roke. Debido a una fuerte cresta de alta presión al norte, se movió de oeste a suroeste, alcanzando una intensidad máxima como una tormenta tropical severa. Luego, Roke ingresó al PAR, dando el nombre de Auring ese mismo día. Tocó tierra en el este de Visayas el 16 de marzo. Al día siguiente, Roke se debilitó rápidamente debido a las aguas frías y se disipó el 18 de marzo. 
Roke es un nombre masculino de Chamorro. Siete personas murieron en Filipinas y los daños ascendieron a 166.000 dólares (2005 USD).

### Tifón Sonca (Bising)
Una gran área de convección se formó el 11 de abril de 2005. A fines del 14 de abril, se formó una nueva perturbación desorganizada en esa área y se intensificó constantemente. Los siguientes dos días, la perturbación interactuó con otra área de baja presión a medida que avanzaba hacia el norte hacia aguas cálidas. El 17 de abril, la depresión se debilitó debido a una fuerte cizalladura vertical. El Centro Conjunto de Advertencia de Tifones (JTWC) la designó como depresión tropical Tres-W el 18 de abril. Aunque la Agencia Meteorológica de Japón (JMA) comenzó a clasificarla como depresión tropical el 21 de abril. Rápidamente se intensificó hasta convertirse en tormenta tropical, y la Agencia Meteorológica de Japón (JMA) la nombró Sonca a última hora del 20 de abril. Muy temprano el 21 de abril, la PAGASA lo clasificó como tormenta, nombrándolo Bising. La convección volvió a acumular la tormenta el 22 de abril y entró en una zona con condiciones favorables. Al día siguiente, Sonca se intensificó rápidamente hasta convertirse en un tifón de categoría 4 hasta que alcanzó la intensidad máxima a mediados del 24 de abril. Sonca se debilitó rápidamente debido a las aguas frías y se disipó el 27 de abril.

### Depresión tropical Crising
El 8 de mayo, un desfile de disturbios tropicales se formó y afectó al sur de Filipinas desde una zona de convergencia intertropical (ZCIT). Cuando la zona de convergencia intertropical (ZCIT) se debilitó el 13 de mayo, la última perturbación se formó al sureste de Mindanao en Filipinas. Se movió hacia el norte hasta que se convirtió en una depresión tropical el 16 de mayo a las 00:00 UTC en unas 180 millas (330 km) al este de Surigao en la isla de Mindanao. PAGASA le asignó el nombre Crising. La tormenta nunca se organizó en una tormenta tropical y no recibió el nombre internacional más reconocido para las tormentas del Pacífico Occidental. La tormenta se desplazó hacia el noroeste y luego hacia el suroeste y comenzó a perder convección. PAGASA dejó de rastrear la tormenta 24 horas después, el día 17 de mayo a las 00:00 UTC en unas 145 millas (270 km) al este de Surigao.

### Tifón Nesat (Dante)
Una depresión tropical se formó a partir de una onda tropical a última hora del 28 de mayo de 2005. Se intensificó rápidamente en la tormenta tropical Nesat el 30 de mayo, moviéndose rápidamente hacia el oeste. Esta fue una poderosa tormenta que se formó el 30 de mayo a unas 290 millas náuticas (540 km) al sur-sureste de Guam como depresión tropical Cuatro-W. Se actualizó rápidamente a la tormenta tropical Nesat durante la noche a las 18:00 UTC. En la noche del 1 de junio, se fortaleció en un tifón. El 2 de junio, ingresó al área de responsabilidad filipina y PAGASA asignó el nombre de Dante para las advertencias filipinas. Nesat se convirtió rápidamente en una tifón de categoría 4 a medida que se acercaba a Filipinas, pero se desvió hacia el noreste y no representó una amenaza para la tierra. Creciendo y disminuyendo en fuerza, en algún momento se convirtió en extratropical al sureste de Honshū en Japón, con fuerza de tormenta tropical en la mañana del 10 de junio a las 00;00 UTC.

### Depresión tropical Emong
Una gran perturbación tropical se formó el 2 de julio. La PAGASA emitió una fuerza de depresión tropical cerca de Filipinas el 4 de julio a las 06:00 UTC a unas 35 millas náuticas (65 km) al noreste de Catarman en la isla Samar, dando el nombre de Emong. PAGASA le asignó el nombre Emong. La tormenta nunca se organizó en una tormenta tropical y no recibió el nombre internacional más reconocido para las tormentas del Pacífico Occidental. Como depresión mal organizada, se desplazó sobre Luzón el 5 de julio. La cizalladura del nivel superior y la llegada a tierra de la depresión hicieron que la tormenta perdiera su organización el 6 de julio mientras se encontraba a unas 40 millas náuticas (75 km) al sur de Hong Kong.

### Tifón Haitang (Feria)
El nivel más bajo asociado con una ola del este se produjo a última hora del 7 de julio de 2005. Se convirtió en una depresión tropical la noche del 11 de julio como una depresión mal organizada a unas 110 millas náuticas (280 km) al oeste de la isla Marcus, Japón a las 12:00 UTC. A las 18:00 UTC, había alcanzado la fuerza de tormenta tropical y se llamó Haitang. Creció hasta alcanzar la fuerza de un tifón a las 18:00 UTC del día siguiente. A medida que avanzaba hacia el oeste, continuó ganando fuerza, alcanzando el estatus de categoría 3 cuando ingresó al área de responsabilidad filipina. PAGASA nombró a la tormenta Feria por las advertencias de Filipinas el 15 de julio. Para el 16 de julio, la tormenta continuó avanzando hacia el oeste y se convirtió en una amenaza para las islas Sakishima de Taiwán y Japón. 
Haitang se fortaleció hasta convertirse en un súper tifón de categoría 5. El 17 de julio se debilitó a categoría 3 mientras continuaba hacia el oeste, evitando a Sakishima un impacto directo pero apuntando directamente a Taiwán. El tifón Haitang tocó tierra cerca de Hualien, Taiwán a las 00:00 UTC en la mañana del 18 de julio. Tomando un día completo para cruzar la isla y las montañas interiores, causó inundaciones repentinas y deslizamientos de tierra que mataron a cuatro personas. Debilitándose a tormenta tropical cuando entró en el Mar de China Meridional, se reorganizó en un tifón mínimo a medida que se acercaba a la costa sureste de China. Haitang tocó tierra por segunda vez cerca de Wenzhou, China el 19 de julio a las 12:00 UTC. Moviéndose tierra adentro, perdió rápidamente su fuerza y se disipó. PAGASA dejó de emitir avisos sobre la tormenta cerca de Jiangxi el 20 de julio.

### Tormenta tropical Nalgae
Un nivel bajo de nivel superior se formó el 17 de julio cerca de aguas cálidas. Se intensificó constantemente, moviéndose hacia el norte el 20 de julio, con Agencia Meteorológica de Japón (JMA) y Centro Conjunto de Advertencia de Tifones (JTWC) actualizándolo como tormenta tropical Nalgae. Más tarde ese día, pasó por un área de convección y cúmulo de tormentas, alcanzando su máxima intensidad el 21 de julio. Mantuvo su intensidad hasta las horas de la tarde del 22 de julio, pero la Agencia Meteorológica de Japón (JMA) la clasificó como tormenta tropical severa. Nalgae se debilitó rápidamente ya que ambas agencias la degradaron a depresión el 23 de julio. El Centro Conjunto de Advertencia de Tifones (JTWC) hizo sus advertencias finales en la mañana del 24 de julio cuando se volvió extratropical. Los remanentes de Nalgae fueron absorbidos por un gran sistema extratropical de la tormenta tropical Banyan el 28 de julio. En un análisis posterior, la Agencia Meteorológica de Japón (JMA) lo degradó a tormenta tropical.
La tormenta tropical Nalgae se formó a partir de una perturbación tropical a 325 millas náuticas (600 km) al noroeste de la isla Wake en la mañana del 20 de julio. Nalgae es una palabra coreana para ala. Nalgae no alcanzaron la intensidad de un tifón ni amenazaron la tierra. Giró hacia el norte y luego hacia el este, evitando Japón.

### Tormenta tropical severa Banyan
Una gran perturbación tropical se formó a fines del 19 de julio, que se formó en un área de alta convección y por la salida del tifón Haitang. Se intensificó rápidamente en una fuerte depresión el 21 de julio. Mientras seguía hacia el norte, fue nombrado y actualizado como tormenta tropical Banyan más tarde el 22 de julio. A última hora del 23 de julio, Banyan alcanzó la intensidad máxima de una tormenta tropical severa por la Agencia Meteorológica de Japón (JMA) hasta las horas del atardecer. del 24 de julio. Banyan se debilitó rápidamente, ya que afectó a Japón con fuertes lluvias del 25 al 28 de julio. Tocó tierra el 26 de julio y se convirtió en un gran sistema extratropical el 27 de julio, lo que hizo que el Centro Conjunto de Advertencia de Tifones (JTWC) emitiera la advertencia final de Banyan muy temprano ese día. El sistema absorbió los restos extratropicales de Nalgae al día siguiente y se disipó por completo el 31 de julio, lo que afectó a Alaska y Canadá.
La tormenta tropical severa Banyan se formó a partir de una perturbación tropical a unas 300 millas náuticas (550 km) al norte de la isla Yap en la noche del 21 de julio a las 12:00 UTC. Banyan es un árbol común en la India y el sur de China. Banyan rozó las costas sur y este de Honshū en Japón, el 26 de julio. Se volvió extratropical frente a la costa noreste de Honshū el 27 de julio.

### Tormenta tropical Washi
Un grupo de tormentas eléctricas se extrajo del fuerte flujo de salida de la tormenta tropical Banyan al este de Manila, Filipinas el 26 de julio. Al día siguiente, se clasificó como una perturbación tropical que se movía hacia el noroeste hacia Hong Kong. El 28 de julio, se convirtió en depresión tropical y luego en tormenta tropical al día siguiente, y la Agencia Meteorológica de Japón (JMA) lo nombró Washi. Más tarde ese día, alcanzó la intensidad máxima y se debilitó rápidamente debido a una circulación expuesta el 31 de julio. Washi finalmente se disipó ese mismo día, con su energía remanente moviéndose hacia el oeste disipándose el 2 de agosto.
La tormenta tropical Washi se formó como una depresión tropical a unas 215 millas náuticas (400 km) al sur de Hong Kong. Washi es una palabra japonesa para la constelación de Aquila. La tormenta se movió hacia el oeste hacia Hainan. La tormenta tropical Washi tocó tierra por primera vez cerca de Xinglong, Hainan. Después de volver a entrar en el Golfo de Tonkin, la tormenta tocó tierra por última vez cerca de Nam Dinh, Vietnam.

### Tifón Matsa (Gorio)
El origen del tifón Matsa se remonta a la formación de un área de convección a unos 185 km (115 millas) al este de Yap a fines de julio. La convección se consolidó gradualmente sobre una circulación débil de bajo nivel, ya las 03:00 UTC del 30 de julio de 2005, el sistema se mencionó por primera vez en el Centro Conjunto de Advertencia de Tifones (JTWC), Perspectiva del clima tropical significativo. Ubicado dentro de un área de cizalladura moderada del viento, el sistema continuó organizándose lentamente, y para las 12:00 UTC del 30 de julio estaba suficientemente organizado para que la Agencia Meteorológica de Japón (JMA) lo clasificara como una depresión tropical débil mientras se encontraba a unos 65 km (40 mi) al este de Yap. Poco después, el Centro Conjunto de Advertencia de Tifones (JTWC) hizo lo mismo al emitir una alerta de formación de ciclones tropicales. La depresión avanzó de manera constante hacia el oeste, seguida de un giro hacia el noroeste el 31 de julio bajo la influencia de una cresta de nivel medio hacia el este. Continuó organizándose, ya las 12:00 UTC del 31 de julio se intensificó en la tormenta tropical Matsa; la depresión fue clasificada extraoficialmente como tormenta tropical seis horas antes por el Centro Conjunto de Advertencia de Tifones (JTWC). Además, la Administración de Servicios Atmosféricos, Geofísicos y Astronómicos de Filipinas (PAGASA) nombró al sistema tormenta tropical Gorio, debido a su ubicación dentro del área de responsabilidad de la administración.
La tormenta tropical Matsa se intensificó gradualmente a medida que avanzaba constantemente hacia el noroeste; a fines del 1 de agosto se fortaleció hasta convertirse en una tormenta tropical severa. El flujo de salida y la convección profunda hacia el norte permanecieron limitados, aunque la tormenta pudo intensificarse aún más para alcanzar el estado de tifón el 2 de agosto a unos 780 km (480 millas) al sur de Okinawa. La intensificación se desaceleró y, a última hora del 3 de agosto, Matsa alcanzó una intensidad máxima de 150 km/h (90 mph) mientras se encontraba a 495 km (308 millas) al este del extremo sur de Taiwán, según informó la Centro Conjunto de Advertencia de Tifones (JTWC); el Agencia Meteorológica de Japón (JMA) y el Centro Meteorológico Nacional de China informaron que el tifón se fortaleció aún más para alcanzar vientos máximos de 165 km/h (105 mph) el 4 de agosto. Poco después de pasar sobre la isla japonesa de Ishigaki, Matsa comenzó a debilitarse constantemente a medida que se acercaba la costa de China y tocó tierra como un tifón mínimo el 5 de agosto cerca de Yuhuan en la región sur de la provincia de Zhejiang. Cruzó el golfo de Yueqing y 40 minutos después de su primer aterrizaje golpeó China continental cerca de Yueqing. Rápidamente se debilitó a una tormenta tropical, y pocas horas después de haber llegado a tierra, el Centro Conjunto de Advertencia de Tifones (JTWC) emitió su último aviso. Matsa giró hacia el norte, debilitándose hasta convertirse en una depresión tropical el 7 de agosto poco antes de entrar en el Mar Amarillo. El debilitamiento de la depresión continuó hacia el norte y se convirtió en un ciclón extratropical el 9 de agosto después de golpear la península de Liaodong.
En República de China, Matsa dejó caer lluvias torrenciales de hasta 1.270 mm (50 pulgadas), que causaron deslizamientos de tierra y daños moderados en toda la isla. Las inundaciones causadas por las lluvias contaminaron algunos suministros de agua, dejando alrededor de 80.000 hogares sin agua en un punto; gran parte del condado de Taoyuan (ahora ciudad de Taoyuan) estuvo sin agua durante al menos 5 días. Al igual que en Taiwán, el tifón arrojó fuertes precipitaciones en la República Popular China y, en combinación con los fuertes vientos, destruyó unas 59.000 casas y dañó más de 20 km² (7,7 mi²) (7.700 millas cuadradas) de tierras de cultivo. En todo el país, Matsa causó 25 muertes directas y 18 mil millones (2005 CNY, $2,23 mil millones 2005 USD) en daños.

### Tormenta tropical severa Sanvu (Huaning)
El tifón Sanvu (Huaning) se formó como depresión tropical en la mañana del 10 de agosto a las 00:00 UTC a unas 320 millas náuticas al este-noreste de Borongan en la isla Samar dentro del área de responsabilidad filipina. PAGASA asigna nombres a las depresiones tropicales porque a menudo traen fuertes lluvias y deslizamientos de tierra a Filipinas. La tormenta recibió el nombre de depresión tropical Huaning por las advertencias de Filipinas, pero en 24 horas recibió el nombre más reconocido de Sanvu cuando se convirtió en tormenta tropical. La tormenta tropical Sanvu pasó sobre una península en la provincia de Cagayán en la isla de Luzón temprano en la mañana del 12 de agosto. Se transformó en un tifón antes de tocar tierra en China al día siguiente, el 13 de agosto. Sanvu se disipó rápidamente después de mudarse tierra adentro el 14 de agosto.

### Tormenta tropical severa Guchol
Otra perturbación tropical se formó al este de la depresión tropical Once-W el 18 de agosto. Al mismo tiempo que Once-W se convirtió en Mawar, la perturbación se intensificó rápidamente hasta convertirse en la depresión tropical Doce-W en la mañana del 20 de agosto a las 00:00 UTC en unas 190 millas (350 kilómetros) al suroeste de la isla Marcus en Japón. Al día siguiente alcanzó la fuerza de tormenta tropical y se llamó Guchol. Alcanzó la intensidad máxima a última hora del 23 de agosto. Guchol se curvó hacia el noroeste y nunca amenazó la tierra. Se volvió extratropical el 25 de agosto a las 00:00 UTC a unas 735 millas (1.285 km) al este-sureste de Nakashibetsu, Hokkaidō en Japón. Los restos de la tormenta se disiparon y cruzaron la línea internacional de cambio de fecha el 27 de agosto.

### Tifón Mawar
Un grupo de tormentas eléctricas comenzó a circular hacia una perturbación tropical a principios del 18 de agosto de 2005. Su circulación quedó expuesta y se intensificó nuevamente ese mismo día. Se convirtió en depresión tropical Once-W en la tarde del 19 de agosto a las 12:00 UTC a unas 245 millas (455 kilómetros) al sureste de Iwo Jima. La tormenta se intensificó rápidamente en dos días hasta convertirse en un súper tifón de categoría 4, pero se debilitó a medida que se acercaba a Japón. Mawar tocó tierra en Honshū como un tifón de categoría 2 el 25 de agosto a las 18:00 UTC con vientos de 95 mph (152 km/h). Después de trasladarse tierra adentro hacia el noroeste, fue degradado a un tifón de categoría 1 antes de ingresar al Océano Pacífico. Se degradó a tormenta tropical el 26 de agosto y se convirtió en extratropical el 27 de agosto. Los remanentes extratropicales de Mawar se disiparon el 30 de agosto. 
Dos personas murieron en Japón a causa de la tormenta y los daños fue relativamente menor.

### Tifón Talim (Isang)
La depresión tropical Trece-W se formó en la tarde del 26 de agosto a las 06:00 UTC al noreste de la isla de Yap. En 24 horas se actualizó a tormenta tropical Talim y al día siguiente se convirtió en tifón. Incluso se le asignó como Isang para las advertencias filipinas mientras entró en el área de responsabilidad filipina el 29 de agosto. Talim tocó tierra a las 18:00 UTC del 31 de agosto como tifón de categoría 3. Talim se disipó sobre el sureste de China el 1 de septiembre. 
El tifón Talim dejó al menos 110 muertos y 23 desaparecidos en las provincias de Fujian, Zhejiang, Jiangxi y Anhui, con al menos 40 muertos en esta última provincia debido a deslizamientos de tierra. También dejó 7 muertos en Taiwán.

### Tifón Nabi (Jolina)
El tifón Nabi se formó a partir de una depresión tropical en la tarde del 29 de agosto de 2005a las 06:00 UTC al este de Saipán. 18 horas después, se actualizó a tormenta tropical Nabi. Nabi es una palabra coreana para mariposa. Se fortaleció hasta convertirse en un tifón el 30 de agosto y pasó cerca de las islas de Saipán y Guam el 31 de agosto. Después de pasar cerca de las islas Marianas, la tormenta continuó fortaleciéndose hasta alcanzar una intensidad de categoría 5 el 1 de septiembre. Al tifón Nabi se le asignó el nombre de Jolina para Advertencias de Filipinas cuando entró en el área de responsabilidad filipina el 3 de septiembre. El tifón Nabi pasó al este de la isla de Okinawa, Japón, y tocó tierra en la prefectura de Kagoshima de Japón el 6 de septiembre como tormenta de categoría 2. Se disipó poco después de eso.
En Japón se han reportado 21 muertes. El 8 de septiembre, cinco personas estaban desaparecidas en Corea del Sur y cincuenta en Japón como resultado de la tormenta. Japón también informó de 143 heridos. La tormenta dañó 10,000 hogares en Japón, donde 31 de las 47 prefecturas reportaron algunos daños. Ochenta y ocho carreteras en Japón resultaron dañadas y se informaron 168 deslizamientos de tierra allí. El mayor daño fue en la prefectura de Miyazaki en la isla de Kyūshū. No hubo muertes en las Islas Marianas. Saipán experimentó fuertes ráfagas de viento de 120 km/h (75 mph). Guam experimentó ráfagas de viento con fuerza de vendaval además de aproximadamente 75 mm (3 pulgadas) de lluvia.

### Tifón Khanun (Kiko)
La depresión tropical Quince-W se formó a partir de un sistema de baja presión bien definido ubicado a unas 50 millas (95 km) al este de Yap el 6 de septiembre de 2005. Se convirtió en una tormenta tropical ese mismo día. El sistema fue clasificado como tormenta tropical por el Centro Conjunto de Advertencia de Tifones el 6 de septiembre, mientras que la Agencia Meteorológica de Japón, la agencia responsable de nombrar los tifones, no actualizó el sistema hasta un día después. La tormenta tropical Quince-W entró en el área de responsabilidad filipina el 7 de septiembre. Fue nombrada Kiko por PAGASA primero antes de ser nombrada Khanun por la Agencia Meteorológica de Japón (JMA). El tifón Khanun tocó tierra en el este de China el 11 de septiembre a las 06:00 UTC. Khanun se disipó al día siguiente, 12 de septiembre.
Más de 800.000 personas fueron evacuadas de sus hogares a medida que se acercaba la tormenta. Muchas personas, evacuadas por el ejército, fueron trasladadas a escuelas, estaciones de tren, hoteles y otros edificios sólidos para refugiarse de la tormenta que se avecinaba. La ciudad de Taizhou, Zhejiang, sufrió la peor parte inicial de la tormenta, ya que estaba cerca de donde la tormenta tocó tierra, 220 km al sur de Shanghái. Otras ciudades costeras se prepararon para el tifón mientras se dirigía hacia el norte. Al menos 14 personas murieron y una desapareció en la provincia de Zhejiang. Los daños ascendieron a $849 millones (2005 USD). Las islas Sakishima del sur de Japón sufrieron fuertes vientos, olas altas y fuertes lluvias a medida que pasaba la tormenta. Los horarios de apertura de algunos colegios electorales se modificaron para garantizar que los ciudadanos aún pudieran votar en las elecciones generales japonesas a pesar del clima.

### Tormenta tropical Vicente
La depresión tropical Dieciséis-W se formó 205 millas náuticas (375 km) al este-sureste del aeropuerto internacional de Dong Tac, Vietnam, en la mañana del 16 de septiembre. Alcanzó la fuerza de tormenta tropical durante la noche, hora local, y se llamó Vicente. Poco después de formarse, Vicente interactuó con una perturbación tropical al oeste de Luzón e hizo un ciclo ciclónico. Vicente absorbió la perturbación antes de pasar al sur de la isla de Hainan. Finalmente, Vicente se dirigió a la costa de Vietnam al noroeste de Huế el 18 de septiembre y se disipó gradualmente. Como el gradiente de presión entre Vicente y una cresta de alta presión sobre el sureste de China trajo una fuerte corriente de aire del este a las zonas costeras de Guangdong y provocó mares agitados con oleajes, un nadador se ahogó el 17 de septiembre. Otro se ahogó al día siguiente en mares agitados. en Sai Kung, Hong Kong. Además, un barco de China chocó contra un arrecife entre las islas Shangchuan y Xiachuan. Los diecisiete miembros de la tripulación fueron rescatados.
En Vietnam, alrededor de cinco personas murieron o fueron reportadas como desaparecidas.

### Tifón Saola
Una perturbación tropical se formó a partir del monzón y se movió hacia el noroeste el 15 de septiembre de 2005. Al día siguiente, se volvió más organizada y la Agencia Meteorológica de Japón inició una advertencia de depresión tropical Dieciocho-W al suroeste de la isla Marcus, Japón a las 00:00 UTC del 20 de septiembre. La depresión se convirtió en tormenta tropical Saola 18 horas después, ya que continuó fortaleciéndose hacia el oeste. Debido a la velocidad normal de un tifón y aguas cálidas, Saola se convirtió en un tifón y alcanzó la intensidad máxima a principios del 22 de septiembre. La tormenta no tocó tierra pero afectó a Japón del 23 al 25 de septiembre al traer fuertes lluvias. Saola se debilitó a tormenta tropical y se volvió extratropical el 26 de septiembre.

### Tifón Damrey (Labuyo)
Debido a su proximidad a Filipinas, PAGASA le asignó el nombre de Labuyo y comenzó a emitir avisos sobre un área perturbada de clima tropical al este de las islas el 19 de septiembre de 2005. La Agencia Meteorológica de Japón (JMA) comenzó a advertir sobre el sistema el mismo día. El 20 de septiembre fue clasificado como depresión tropical Diecisiete-W por el Centro Conjunto de Advertencia de Tifones. El 21 de septiembre, se actualizó a tormenta tropical Damrey. Se convirtió en un tifón el 24 de septiembre. El tifón Damrey tocó tierra en Wanning, en la provincia china de Hainan, a las 20:00 UTC del 25 de septiembre con vientos máximos sostenidos de hasta 180 km/h. Esto convirtió a Damrey en el tifón más fuerte que azotó a Hainan desde el tifón Marge en septiembre de 1973.
Se cree que al menos 16 personas murieron en China y toda la provincia de Hainan sufrió cortes de energía. Damrey luego pasó a impactar Vietnam antes de perder características tropicales mientras era una tormenta tropical. El Centro Conjunto de Advertencia de Tifones (JTWC) cesó los avisos con el último a las 09:00 UTC del 27 de septiembre con el sistema a 90 millas (170 km) al sur-suroeste de Hanói en Vietnam.

### Tifón Longwang (Maring)
La depresión tropical Diecinueve-W se formó a unas 335 millas (620 km) al sur-sureste de Iwo Jima en Japón, el 26 de septiembre de 2005. El Centro Conjunto de Advertencia de Tifones inició una advertencia a las 00:00 UTC del mismo día y se actualizó a tormenta tropical Longwang seis horas luego. A las 03:00 UTC del 27 de septiembre, el Centro Conjunto de Advertencia de Tifones lo convirtió en un tifón. Continuó aumentando en fuerza a medida que avanzaba de oeste a oeste-noroeste hacia Taiwán, y se actualizó a un súper tifón el 29 de septiembre. PAGASA nombró Maring por las advertencias de Filipinas el 29 de septiembre. Longwang tocó tierra a las 05.15 hora local el 2 de octubre. al sur de la ciudad de Hualien en Taiwán, como tormenta de categoría 4. Medio día después, a las 21:35 hora local (13:35 UTC), tocó tierra por segunda vez en la provincia de Fujian en China, como un tifón mínimo. Longwang se disipó al día siguiente.
A pesar de su intensidad, Longwang causó principalmente daños a la propiedad y se cobró solo una vida en Taiwán.

### Depresión tropical Veinte-W
Las agencias meteorológicas ahora operan en Guangdong y Hainan modernizó un centro de baja presión sobre el Mar de China del Sur a una depresión tropical a las 08:00 hora local, 6 de octubre. El Observatorio de Hong Kong hizo lo mismo 30 horas después. El Centro Conjunto de Advertencia de Tifones (JTWC) finalmente emitió una advertencia para este sistema a las 15:00 UTC del 7 de octubre, y la depresión tropical número 20W se envió al sistema. El Centro Conjunto de Advertencia de Tifones (JTWC) emitió su aviso final sobre el sistema solo seis horas después, 55 millas náuticas (102 km) al oeste-noroeste de Huế en Vietnam. Como el sistema nunca alcanzó la fuerza de tormenta tropical, no se le dio un nombre de la lista. Sin embargo, el único daño que causó, si lo hubo, fue que se registraron cantidades de lluvia masiva: se registraron más de 230 mm (9 pulgadas) en algunas partes de Hainan.

### Tifón Kirogi (Nando)
Un gran grupo de tormentas eléctricas formado por convección se desarrolló y se separó en tres áreas de baja presión el 6 de octubre de 2005. Pero del rocío a las aguas cálidas en el lado occidental, dos no se convirtieron en tormentas y la Agencia Meteorológica de Japón comenzó a emitir advertencias para la otra perturbación y se convirtió en depresión tropical Veintiuno-W, que se encontraba al sureste de Okinawa a las 12:00 UTC del 9 de octubre y le asignó el nombre de Kirogi a las 06:00 UTC del día siguiente. Antes de convertirse en tormenta tropical, ingresó al área de responsabilidad de Filipinas y PAGASA le asignó el nombre de Nando para las advertencias de Filipinas. Centro Conjunto de Advertencia de Tifones (JTWC) finalmente emitió una advertencia para Kirogi a las 09:00 UTC del 10 de octubre, a pesar de que la cataloga como una depresión tropical. Se actualizó a tifón a las 00:00 UTC del 12 de octubre y alcanzó la categoría 4 unas nueve horas después. El 16 de octubre, Kirogi se debilitó al avanzar hacia el noreste. Kirogi fue declarado extratropical a las 03:00 UTC del 19 de octubre. Kirogi es una palabra coreana para un tipo de ave migratoria que vive en Corea del Norte desde el otoño hasta la primavera.

### Tifón Kai-tak
Una perturbación tropical se desarrolló al norte de Papúa Nueva Guinea el 20 de octubre de 2005. Entró en un área de ambientes favorables el 23 de octubre, a medida que se intensificaba lentamente. El 25 de octubre, afectó a Filipinas y se trasladó rápidamente al Mar de China Meridional el 27 de octubre. Al día siguiente, la Agencia Meteorológica de Japón inició avisos marinos de una depresión tropical. Quince horas después, el Centro Conjunto de Advertencia de Tifones emitió el número Veintidós-W al sistema. Al día siguiente se actualizó a tormenta tropical Kai-tak. El 30 de octubre se actualizó como tifón. Kai-tak tocó tierra al norte de Huế en Vietnam, temprano en la mañana del 2 de noviembre. 
Al menos 19 personas murieron y otras 10 desaparecieron en Vietnam. Los daños causados por la tormenta se estimaron en al menos $11 millones (2005 USD).

### Tormenta tropical Tembin (Ondoy)
El Centro Conjunto de Advertencia de Tifones inició la alerta por depresión tropical Veintitres-W a las 09:00 UTC del 7 de noviembre de 2005, al noroeste de la isla de Yap, en Micronesia. La tormenta ganó suficiente potencia como para justificar la conversión a tormenta tropical 12 horas después. El sistema ingresó al área de responsabilidad de Filipinas en la mañana del 8 de noviembre y fue nombrado Ondoy por PAGASA. La tormenta se encontró con cizalladura a medida que avanzaba hacia el oeste y perdió organización el 8 de noviembre, siendo degradada a depresión tropical. El 9 de noviembre recuperó la fuerza de la tormenta tropical y tuvo un mejor centro de circulación de bajo nivel. El 10 de noviembre fue nombrado Tembin por la Agencia Meteorológica de Japón (JMA). Luego, Tembin tocó tierra cerca de la medianoche del 11 de noviembre, hora local, en el norte de Filipinas y perdió gran parte de su circulación y convección. Tembin se disipó rápidamente al día siguiente.

### Tormenta tropical severa Bolaven (Pepeng)
Un área de baja presión se formó a lo largo de la salida de la tormenta tropical Tembin el 10 de noviembre de 2005. El Centro Conjunto de Advertencia de Tifones inició una advertencia de TCFA para un sistema de baja presión a unas 150 millas náuticas (280 km) al oeste-suroeste de Palau a fines del 12 de noviembre Esto fue mejorado a una depresión tropical la tarde siguiente, 290 millas (550 km) al oeste de Palau. Formado dentro del área de responsabilidad de Filipinas, ha sido nombrado Pepeng por PAGASA. Fue nombrado Bolaven el 16 de noviembre por la Agencia Meteorológica de Japón (JMA). Aunque se fortaleció hasta convertirse en un tifón de categoría 1 el 17 de noviembre, se debilitó hasta convertirse en tormenta tropical antes de tocar tierra el 20 de noviembre aproximadamente a las 800 hora local en el valle de Cagayán en el norte de Filipinas. Bolaven se disipó rápidamente ese mismo día al norte de Filipinas el 21 de noviembre.

### Depresión tropical Veinticinco-W (Quedan)
El 16 de diciembre de 2005, se desarrolló una perturbación tropical y PAGASA le dio el nombre de Quedan. Quedan se organizó en depresión tropical Veinticinco-W el 18 de diciembre frente a la costa norte de Borneo. El 19 de diciembre, el Centro Conjunto de Advertencia de Tifones (JTWC) lo clasificó como tormenta tropical. La Agencia Meteorológica de Japón (JMA) lo actualizó a depresión tropical, pero lo advirtieron por un breve tiempo. La tormenta se disipó temprano el 20 de diciembre, cuando la cizalladura del viento aumentó en el sistema.

## Nombres de los ciclones tropicales
Dentro del Océano Pacífico Noroccidental, tanto la Agencia Meteorológica de Japón (JMA) como la Administración de Servicios Atmosféricos, Geofísicos y Astronómicos de Filipinas (PAGASA) asignan nombres a los ciclones tropicales que se desarrollan en el Pacífico Occidental, lo que puede dar como resultado que un ciclón tropical tenga dos nombres. El Centro de Tifones RSMC Tokio de la Agencia Meteorológica de Japón asigna nombres internacionales a los ciclones tropicales en nombre del Comité de Tifones de la Organización Meteorológica Mundial (OMM), en caso de que se juzgue que tienen una velocidad del viento sostenida de 10 minutos de 65 km/h (40 mph). PAGASA nombra a los ciclones tropicales que se mueven o forman una depresión tropical en su área de responsabilidad ubicada entre 135°E y 115°E y entre 5°N y 25°N, incluso si el ciclón tiene un nombre internacional asignado. Los nombres de ciclones tropicales significativos son retirados, tanto por PAGASA como por el Comité de Tifones. Si la lista de nombres para la región de Filipinas se agota, los nombres se tomarán de una lista auxiliar de los cuales se publican los primeros diez cada temporada. Los nombres no utilizados están marcados en gris.

### Nombres internacionales
Se nombra un ciclón tropical cuando se considera que tiene una velocidad del viento sostenida de 10 minutos de 65 km/h (40 mph). La Agencia Meteorológica de Japón (JMA) seleccionó los nombres de una lista de 140 nombres, que habían sido desarrollados por los 14 países y territorios miembros del Comité de Tifones ESCAP/WMO. Los nombres retirados, si los hay, serán anunciados por la Organización Meteorológica Mundial (OMM) en 2006; los nombres de reemplazo se anunciarán en 2007. Los siguientes 23 nombres en la lista de nombres se enumeran aquí junto con su designación numérica internacional, si se usaban.
| Kulap | Roke | Sonca  | Nesat   | Haitang | Nalgae | Banyan   | Washi  | Matsa   | Sanvu  | Mawar   | Guchol |
| Talim | Nabi | Khanun | Vicente | Saola   | Damrey | Longwang | Kirogi | Kai-tak | Tembin | Bolaven |        |

#### Nombres retirados
- Después de la temporada, el Comité de Tifones retiró los nombres de Matsa, Nabi y Longwang de sus listas de nombres, y en febrero de 2006, los nombres fueron posteriormente reemplazados por Pakhar, Doksuri y Haikui para temporadas futuras.

### Filipinas
| Auring              | Bising             | Crising             | Dante              | Emong              |
| Feria               | Gorio              | Huaning             | Isang              | Jolina             |
| Kiko                | Labuyo             | Maring              | Nando              | Ondoy              |
| Pepeng              | Quedan             | Ramil (sin usar)    | Santi (sin usar)   | Tino (sin usar)    |
| Urduja (sin usar)   | Vinta (sin usar)   | Wilma (sin usar)    | Yolanda (sin usar) | Zoraida (sin usar) |
| Nombres auxiliares  |                    |                     |                    |                    |
| Alamid (sin usar)   | Bruno (sin usar)   | Conching (sin usar) | Dolor (sin usar)   | Ernie (sin usar)   |
| Florante (sin usar) | Gerardo (sin usar) | Hernan (sin usar)   | isko (sin usar)    | Jerome (sin usar)  |

Esta temporada, PAGASA utilizará su propio esquema de nombres para las tormentas que se desarrollarán dentro de su área de responsabilidad autodefinida. Los nombres no retirados se utilizaron de nuevo durante 2009. Esta misma lista se utilizó durante 2001, excepto Bising, Dante, Nando, Pepeng, Ramil, Santi, Tino, Undang, Yolanda y Zoraida, que sustituyeron a Barok, Darna, Nanang, Pabling, Roleta, Sibak, Talahib, Ubbeng, Yaning y Zuma. 
Los nombres Dante, Nando y Pepeng se utilizaron por primera vez este año; Bising se incluyó anteriormente en las listas antiguas. No se han retirado nombres, aunque PAGASA luego cambió el nombre no utilizado Undang a Urduja, ya que se retiró en 1984.